# Санто-Домінго-де-ла-Кальсада
Санто-Домінго-де-ла-Кальсада (ісп. Santo Domingo de la Calzada) — муніципалітет в Іспанії, у складі автономної спільноти Ла-Ріоха. Населення — 6780 осіб (2009).
Муніципалітет розташований на відстані близько 230 км на північ від Мадрида, 42 км на захід від Логроньйо.

## Демографія
Динаміка населення (INE ):

## Релігія
- Центр Калаоррської і Кальсадо-Логроньоської діоцезії Католицької церкви.

## Галерея

Розташування муніципалітету